# Liste der Abgeordneten zum Landtag von Niederösterreich-Land
Diese Liste der Abgeordneten zum Landtag von Niederösterreich-Land listet alle Abgeordneten des Landtags von Niederösterreich-Land auf. Die Kurie Niederösterreich-Land nahm ihre Tätigkeit auf Grund eines Bundesverfassungsgesetzes auf, das am 10. November 1920 in Kraft trat. Das Bundesverfassungsgesetz hatte die Trennung Wiens von Niederösterreich festgelegt, weshalb für die folgende Periode bis zur endgültigen Trennung der beiden Gebiete in Niederösterreich die Kurie Niederösterreich-Land bzw. in Wien der Wiener Gemeinderat die politisch-administrativen Geschäfte der Selbstverwaltung übernahm. Die Kurie Niederösterreich-Land amtierte zwischen dem 10. November 1920 und dem 11. Mai 1921.
Dem Landtag gehörten jene 52 Abgeordneten an, die in den niederösterreichischen Wahlkreisen VIII–XI am 4. Mai 1919 gewählten worden waren. Demnach entfielen in der neu gebildeten Kurie 26 Mandate auf die Christlichsoziale Partei, 20 Mandate auf die Sozialdemokratische Arbeiterpartei und 6 Mandate auf die Deutsche Vereinigung. Die Deutsche Vereinigung war ein Bündnis verschiedener, deutschnationaler Gruppierungen, wobei 6 der 5 Mandate auf die Deutschnationalen entfielen (Birbaumer, Kittinger, Lump, Koppensteiner, List, Gasselich und Luger) und ein Mandat auf den Nationaldemokraten Mittermann. Die Landesregierung setzte sich in der Folge aus den nicht aus den Wiener Wahlkreisen stammenden Regierungsmitgliedern zusammen.
| Name                  | Fraktion             | Anmerkungen |
| --------------------- | -------------------- | --- |
| Beirer Rudolf         | CS                   | |
| Birbaumer Rudolf      | Deutsche Vereinigung | |
| Bock Marie            | SDAP                 | bis 17. Februar 1921, abgelöst von Hans Schuster                                                                     |
| Brunner Marie         | SDAP                 | |
| Christoph Franz       | SDAP                 | |
| Dangl Johann          | CS                   | ab 30. November 1920 für Hermann Geyer                                                                               |
| Duda Adolf            | SDAP                 | |
| Gammer Josef          | SDAP                 | |
| Gasselich Anton       | Deutsche Vereinigung | Ab 4. November 1920 für Franz List, nachdem der ursprüngliche Ersatz Viktor Zeidler in den Nationalrat gewählt wurde |
| Gerdinitsch Ferdinand | SDAP                 | |
| Geyer Hermann         | CS                   | Mandatsrücklegung nach Wahl in den Nationalrat, abgelöst von Johann Dangl                                            |
| Göstl Matthias        | CS                   | |
| Heitzinger Johann     | CS                   | Mandatsrücklegung nach Wahl in den Nationalrat, abgelöst von Leopold Traunfellner                                    |
| Helmer Oskar          | SDAP                 | |
| Hess Josef Anton      | CS                   | |
| Hofer Hans            | CS                   | Mandatsrücklegung nach Wahl in den Nationalrat, abgelöst von Josef Pflugl                                            |
| Höher Alois           | CS                   | |
| Jax Anton             | CS                   | |
| Jedek Karl            | CS                   | |
| Jukel Carl            | CS                   | |
| Karpfinger Andreas    | CS                   | |
| Kittinger Karl        | Deutsche Vereinigung | Gestorben am 21. Dezember 1920                                                                                       |
| Knottek Wilhelm       | SDAP                 | |
| Koppensteiner Josef   | Deutsche Vereinigung | |
| Kriegner Matthias     | SDAP                 | |
| Lang Franz            | CS                   | |
| Lindner Eduard        | SDAP                 | |
| List Karl             | CS                   | |
| List Franz            | Deutsche Vereinigung | Gestorben am 2. August 1920                                                                                          |
| Luger Anton           | Deutsche Vereinigung | |
| Lump Anton            | Deutsche Vereinigung | Ersatz für Karl Kittinger                                                                                            |
| Maier Adolf           | CS                   | |
| Maringer Josef        | CS                   | |
| Mayer Johann          | CS                   | |
| Mittermann Viktor     | Deutsche Vereinigung | |
| Müller Karl Heinrich  | SDAP                 | |
| Ofenböck Anton        | SDAP                 | |
| Palme Josef           | SDAP                 | |
| Pfarrer Anton         | CS                   | |
| Pflug Josef           | CS                   | ab 30. November 1920 für Hans Hofer                                                                                  |
| Piechula Wilhelm      | CS                   | ab 30. November 1920 für Richard Wollek                                                                              |
| Prader Georg          | CS                   | |
| Pülsl Franz           | SDAP                 | |
| Reither Johann        | SDAP                 | |
| Rösch Eduard          | SDAP                 | |
| Schmatz Franz         | CS                   | |
| Schneider Michael     | CS                   | |
| Schnofl Hubert        | SDAP                 | |
| Schuster Hans         | SDAP                 | ab 17. Februar 1921 für Marie Bock                                                                                   |
| Sedlaczek Adolf       | SDAP                 | |
| Ségur August          | CS                   | |
| Traunfellner Leopold  | CS                   | ab 30. November 1920 für Johann Heitzinger                                                                           |
| Veit Josef            | CS                   | |
| Wagner Ludwig         | CS                   | |
| Weinhofer Leopold     | SDAP                 | |
| Wody Karl             | CS                   | |
| Wollek Richard        | CS                   | Mandatsrücklegung nach Wahl in den Nationalrat, abgelöst von Wilhelm Piechula                                        |
| Zwetzbacher Josef     | CS                   | |